# ビョルン・リンデマン
ビョルン・リンデマン（ドイツ語: Björn Lindemann, 1984年1月23日 - ）は、ドイツ・ニーダーザクセン州ニーンブルク/ヴェーザー出身の元サッカー選手、サッカー指導者。

## 来歴
VfLミュンヘハーゲン、TSVロックムを経て、1998年にハノーファー96の下部組織に加入した。下部組織から昇格したが、ブンデスリーガでの出場機会はなく、オーバーリーガ所属のセカンドチームでプレーした。2004年にハノーファー96を離れてからは、レギオナルリーガ、オーバーリーガのクラブを転々とした。
2009年、3.リーガのVfLオスナブリュックに移籍した。2009-10年シーズンは36試合11得点11アシストの活躍でリーグ優勝に貢献し、年間最優秀選手に選ばれた。2010-11年シーズンは2.ブンデスリーガで24試合4得点4アシストを記録したが、リンデマンはシーズン途中に解雇され、チームも3.リーガに降格した。リンデマンはVfLオスナブリュックの絶対的な選手であり、最高のフィールドプレーヤーと考えられていたが、2011年4月、チームが残留争いをしている中、酒に酔った状態で練習に来たことから解雇された。
2012年1月、3.リーガのFCカールツァイス・イェーナからタイ・プレミアリーグのアーミー・ユナイテッドFCに移籍した
。
2014年、スパンブリーFCに移籍し、2014年シーズンは得点ランキング4位の18得点を記録した。
2014年12月、2年契約でナコーンラーチャシーマーFCに移籍した。

## タイトル

### クラブ
VfLオスナブリュック
- 3.リーガ 優勝 (1) : 2009-10

### 個人
- 3.リーガ 年間最優秀選手 (1) : 2009-10